# Sacramento Kings
Die Sacramento Kings (dt. Sacramento Könige) sind ein Basketball-Franchise der nordamerikanischen Basketballliga National Basketball Association (NBA). Das Team ist in der kalifornischen Hauptstadt Sacramento beheimatet. Der 1948 unter dem Namen Rochester Royals gegründete Club war ursprünglich an der Ostküste der USA in Rochester (New York) beheimatet. Er zog schrittweise Richtung Westen: Über Cincinnati, Ohio nach Kansas City (Missouri) und Omaha, Nebraska, um schließlich 1985 in Sacramento Fuß zu fassen. 1951 war die Mannschaft das letzte Mal in den NBA Finals.

## Teamgeschichte

### Die Anfänge von Rochester bis Sacramento

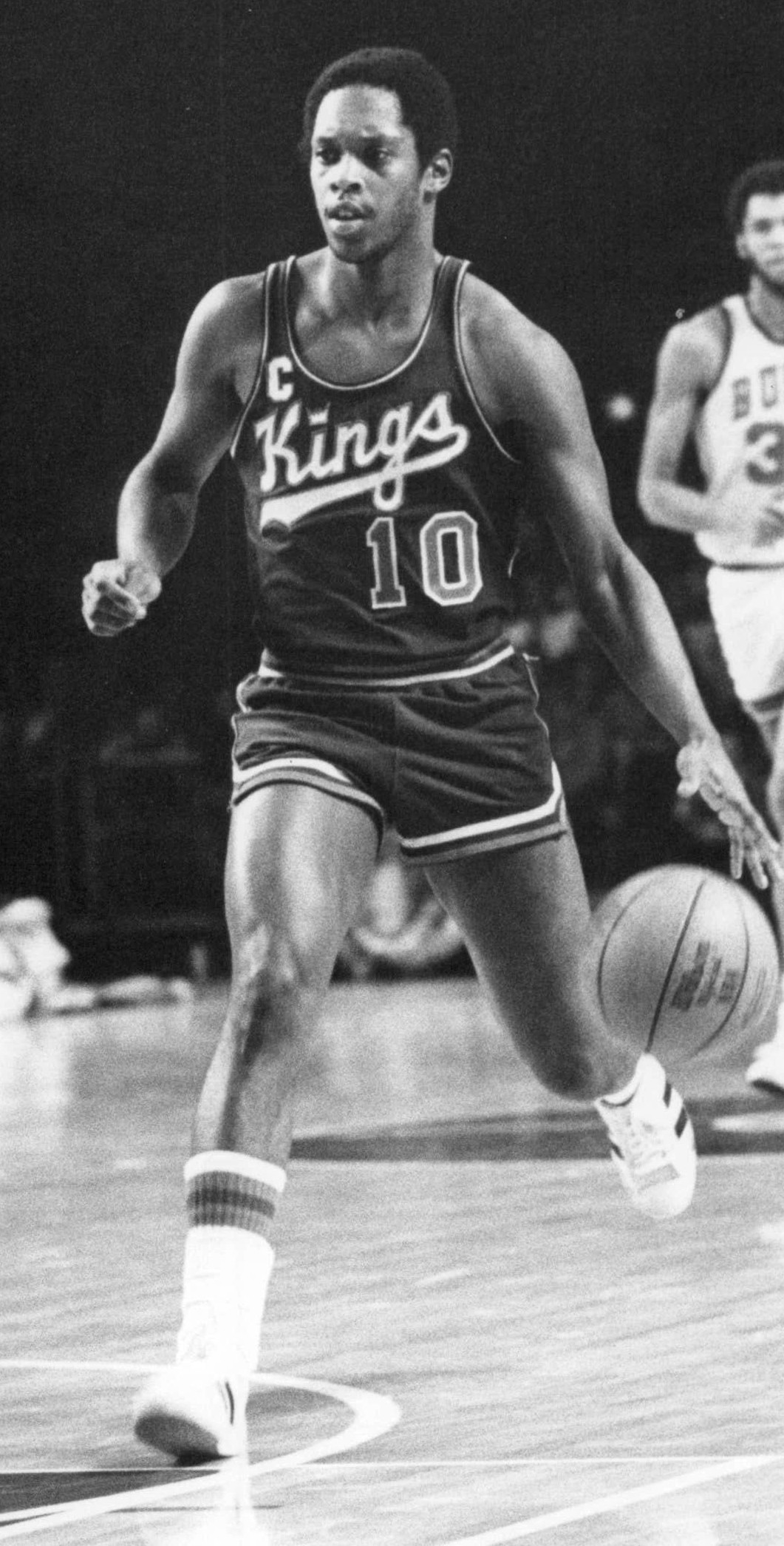
Point Guard Nate Archibald spielte von 1970 bis 1976 für die Royals/Kings

Die Rochester Royals wurden in den 1920ern als Amateurmannschaft gegründet und traten 1946 der Profiliga National Basketball League (NBL) bei. Dort wurden sie direkt in ihrer ersten Saison Meister, nachdem das Team mit den späteren Hall-of-Fame-Mitgliedern Al Cervi, Bob Davies und Red Holzman die Sheboygan Red Skins gesweept hatte. Zur Saison 1948/49 trat das Team der Basketball Association of America (BAA), der späteren National Basketball Association, bei. 1951 gewann das Team seine erste und bis heute einzige NBA-Meisterschaft.
1957 zog das Team nach Cincinnati um. In den 1960er Jahren erlebte das Team, angeführt von Oscar Robertson, seine erfolgreichste Zeit und erreichte von 1962 bis 1967 sechsmal in Folge die Play-offs, konnte darüber hinaus keinen Titel gewinnen. Robertson verließ 1970 das Team, das 1972 nach Kansas City umzog. Einher damit erging die Umbenennung in Kings, um Verwechslungen mit dem Baseball-Franchise Kansas City Royals zu vermeiden. Von der Saison 1972/73 bis zur Saison 1974/75 trugen die Kings einige ihrer Heimspiele in Omaha aus. In der Saison 1980/81 erreichten die Kings trotz einer negativen Saisonbilanz die Play-offs und scheiterten dort erst in den Conference-Finals an den Houston Rockets.
Im Jahre 1985 folgte schließlich der bis heute letzte Umzug nach Sacramento. In der ersten Saison in Sacramento erreichte das Team die Play-offs, es sollte das letzte Mal für die nächsten zehn Jahre werden. Die folgenden Jahre waren durch Missmanagement geprägt. So wählte man 1989 Pervis Ellison an erster Stelle, der jedoch nie die Erwartungen erfüllen konnte. Auch die Verpflichtungen von Kenny Smith oder Ralph Sampson brachten nicht den Umschwung. 1991 holte man Mitch Richmond von den Golden State Warriors, der über Jahre das Gesicht des erfolglosen Franchises blieb. Im neuen Jahrzehnt erreichten die Kings erst im Jahre 1996 wieder die Post Season. Nach dieser Saison wurde das Franchise an die Maloof-Familie verkauft, die das Team in eine erfolgreiche Zukunft führen sollte.
Durch den gedrafteten Jason Williams und die Neuzugänge Vlade Divac, Peja Stojaković und Chris Webber, der für Richmond von den Washington Bullets verpflichtet werden konnte, beendete die Mannschaft die Lockout-Saison 1998/99 erstmals mit einer positiven Bilanz (27:23). Zwar scheiterte das Team in der ersten Runde an den Utah Jazz, erreichte in den nächsten Jahren bis 2006 immer die Play-offs. Gerade Webber und Divac, aber auch dessen Back-Up Scot Pollard und Point Guard Mike Bibby erwiesen sich in dieser Ära als besonders wertvoll für die Kings. In der Saison 2001/02 hatte das Team die beste Bilanz in der regulären Saison (61:21) und verlor die Serie der Conference-Finals nur knapp mit 3:4 gegen die Los Angeles Lakers, nachdem das letzte Spiel erst in der Verlängerung verloren ging. Diese Spielserie – vor allem Spiel 6 – steht im Verdacht, von der NBA zugunsten der Lakers manipuliert worden zu sein.

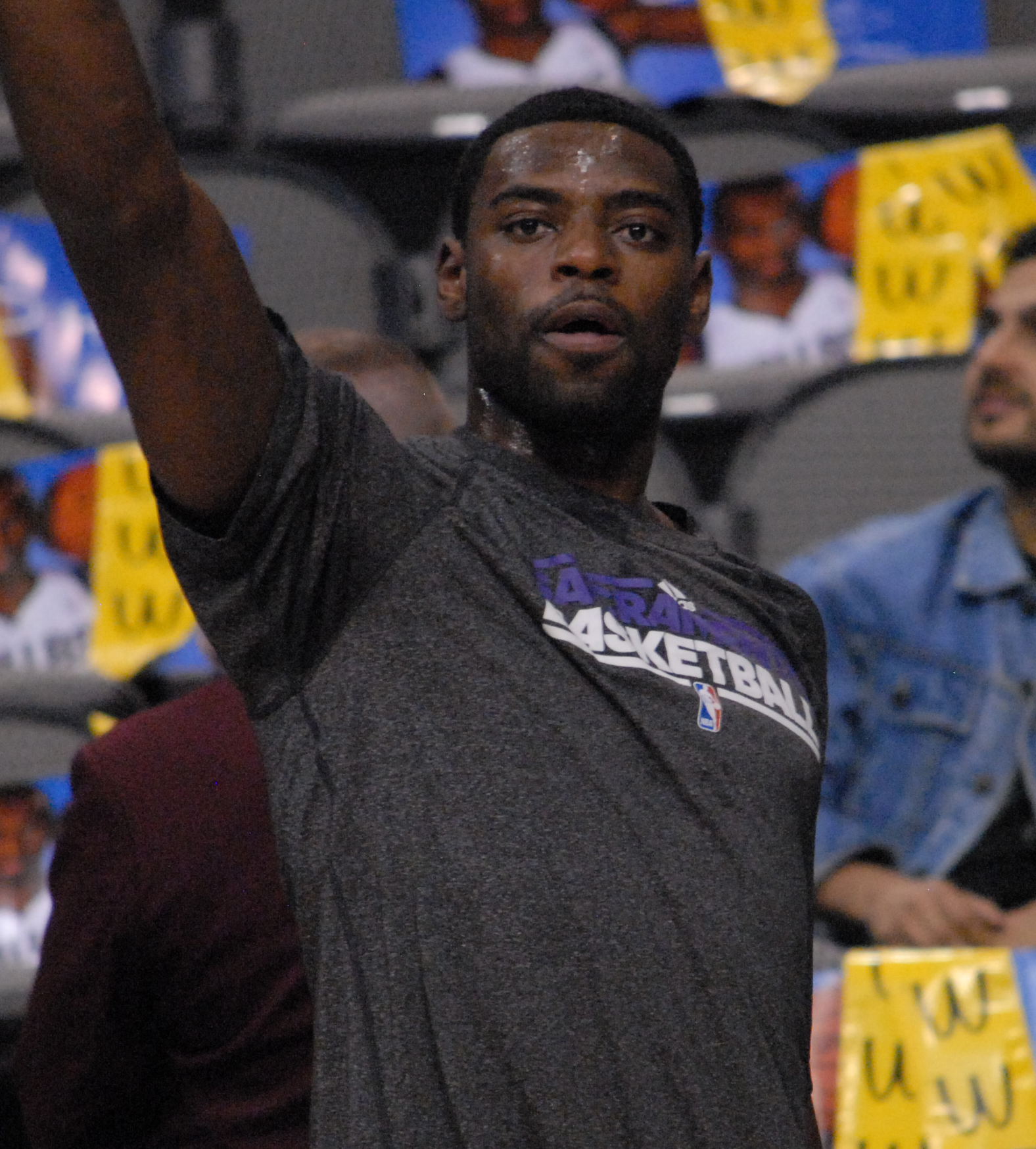
Tyreke Evans war von 2009 bis 2013, und 2017 für die Kings aktiv

### 2006 bis 2016 – Keine Playoffs für die Kings
Durch die Weggänge von Peja Stojaković, Vlade Divac, Scot Pollard und Chris Webber wurde das Team stark geschwächt und hat seit 2006 die Play-offs nicht mehr erreicht. Zudem verließ Cheftrainer Rick Adelman wie angekündigt das Team und wurde durch Eric Musselman ersetzt. Unter Musselman wurde das Team Letzter in der Division. Musselman wurde folglich durch Reggie Theus ersetzt. Doch auch unter Theus stellte sich kein sportlicher Erfolg ein. Im Laufe der Saison 2011/2012 wurde er durch seinen Assistant-Coach Keith Smart ersetzt. Smart wurde anschließend auch für die Saison 2012/2013 als Headcoach bestätigt. Das Management erhoffte sich durch die Entwicklung der jungen Spieler Tyreke Evans und DeMarcus Cousins wichtige Impulse für die Zukunft des Franchises. Doch auch unter Smart blieben die Erfolge meistens aus. Die Saison 2012/2013 endete mit 28 Siegen und 54 Niederlagen nur geringfügig besser als die Jahre zuvor und auch die Talente des Kaders stagnierten in ihrer Entwicklung.
Nach dem Verkauf des Franchises an die aktuelle Eigentümergruppe um den indischen Geschäftsmann Vivek Ranadive wurde das Management neu aufgestellt. Ebenso wurde mit Michael Malone ein neuer Headcoach verpflichtet und der Kader erneut umgebaut. Der ehemalige Hoffnungsträger Tyreke Evans erhielt keinen neuen Vertrag und verließ den Club in Richtung New Orleans. Als zukünftiges Gesicht des Franchises wurde DeMarcus Cousins auserkoren und mit einem neuen Vertrag ausgestattet. Mit dem Draft sicherten sich die Kings Ben McLemore als weitere Stütze für die sportliche Zukunft des Teams. Mit Carl Landry kehrte zudem ein ehemaliger Leistungsträger zur Mannschaft zurück. Die Saison endete jedoch auch 2013/2014 mit der gleichen Bilanz wie 2012/2013. Mit 28 Siegen und 54 Niederlagen standen die Kings erneut im Tabellenkeller der Western Conference und verpassten die Play-offs deutlich.
Nach einem soliden Start in die Spielzeit 2014/2015 wurde Headcoach Michael Malone nach 24 Spielen und einer Bilanz von 11 Siegen und 13 Niederlagen von seinen Aufgaben entbunden. Als Grund wurde die sportliche Bilanz und die Hoffnung auf neue Impulse für das Franchise genannt. Nachfolger wurde zunächst sein ehemaliger Assistant Coach Tyrone Corbin, der zuvor bereits als Headcoach für die Utah Jazz arbeitete. Unter seiner Leitung konnte das Team jedoch nur 7 Siege in 28 Spielen erringen. Als Folge dessen wurde Corbin bereits im Februar 2015 durch George Karl ersetzt, der zuvor die Denver Nuggets trainierte. Letztendlich konnten die Kings mit 29 Siegen und 53 Niederlagen nur einen Sieg besser abschneiden als 2013/2014 und fanden sich wie in den Jahren zuvor deutlich außerhalb der Play-offs wieder. Der ehemalige Kingsspieler Vlade Divac ersetzte daraufhin D'Alessandro als Manager. Dieser bemühte sich im Sommer 2015 um neue Spieler.
Zur Saison 2015/2016 konnten die Kings mit Rajon Rondo einen ehemaligen Allstar von den Dallas Mavericks verpflichten, der neben Cousins und Gay die dritte etablierte Kraft im Spiel der Kings werden sollte. Weiterhin wurden Kostas Koufos und Marco Belinelli verpflichtet. Über die Saison gesehen konnten die Kings lange Zeit im Kampf um die Play-offs mithalten, landeten aber letztlich mit 33 Siegen und 49 Niederlagen erneut außerhalb der Play-off-Platzierungen. Im Anschluss an die Saison gaben die Kings die Trennung von Headcoach George Karl bekannt.

### Saison 2016/2017 – Umzug ins Golden 1 Center und Neuaufbau ohne DeMarcus Cousins

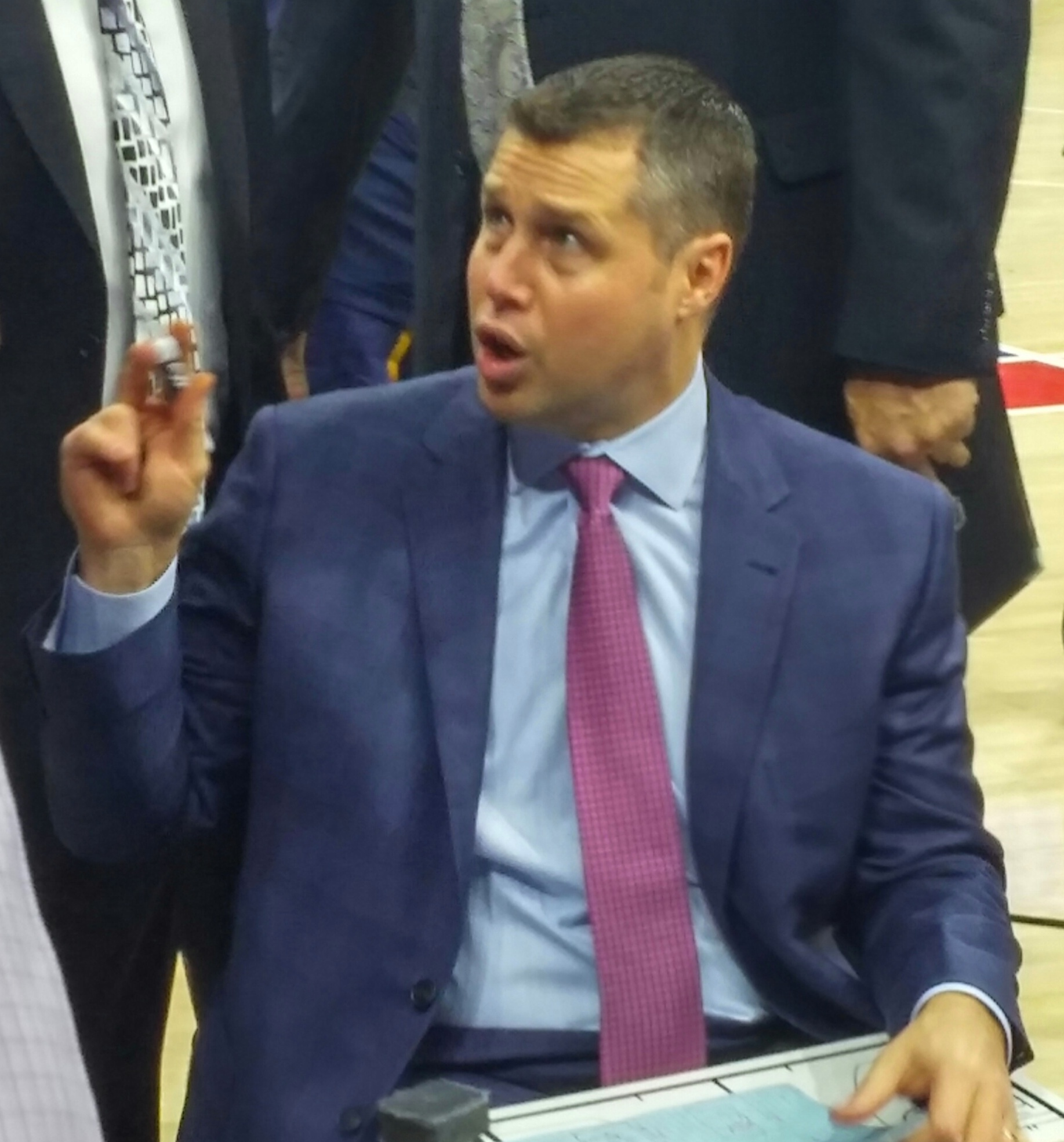
Dave Joerger war Headcoach der Sacramento Kings von 2016 bis 2019

Neuer Headcoach wurde David Joerger, der zuvor drei Jahre als Headcoach für die Memphis Grizzlies tätig war. Joerger erhielt bei den Kings einen Vertrag bis 2019. Kurz vor Ablauf der Tradedeadline im Februar 2017 gaben die Kings überraschend ihren Topscorer DeMarcus Cousins via Trade zu den New Orleans Pelicans ab und erhielten im Gegenzug Buddy Hield, Tyreke Evans, Langston Galloway, sowie Draftpicks für den Draft 2017. Damit stellten die Kings ihre Weichen erneut auf einen Neuaufbau ohne ihren dominantesten Spieler der vergangenen Jahre. Ebenso trennten sich die Kings im Zuge des Trades von Forward Matt Barnes, dessen Vertrag aufgelöst wurde. Die Saison endete mit einer Bilanz von 32 Siegen und 50 Niederlagen weit außerhalb der Playoff-Platzierungen.
Im NBA-Draft 2017 zogen die Kings De’Aaron Fox an fünfter Stelle, zudem sicherten sie sich in der ersten Draftrunde die Rechte an Justin Jackson an 15 Stelle und Harry Giles an 20. Stelle. Im Zuge der Offseason 2017 entschlossen sich die Verantwortlichen der Kings den jungen Kern des Kaders mit mehreren Routiniers zu ergänzen und verpflichteten mit Zach Randolph und Vince Carter zwei ehemalige Allstars, die bereits bei den Memphis Grizzlies unter Headcoach Dave Joerger aktiv waren. Ebenso wurde mit George Hill ein erfahrener Aufbauspieler von den Utah Jazz verpflichtet. Im Gegenzug verließen unter anderem Darren Collison und Rudy Gay den Club und schlossen sich neuen Teams an. Das Experiment mit den Routiniers ging jedoch nicht auf, so dass Hill noch im Laufe der Saison zu den Cleveland Cavaliers transferiert wurde und das Team vermehrt auf junge Spieler wie De’Aaron Fox, Bogdan Bogdanović, Buddy Hield, Skal Labissière, Justin Jackson oder Willie Cauley-Stein setzte. Die Playoffs wurden mit 27 Siegen erneut deutlich verpasst. Beim NBA-Draft 2018 wählte man an zweiter Stelle den Power Forward Marvin Bagley. Die Kings starten überraschend gut in die Saison, was vor allem der Leistungssteigerung des Backcourts mit Buddy Hield und De'Aaron Fox zu verdanken war. Im Laufe der Saison ertradete man sich mit Harrison Barnes einen weiteren Leistungsträger von den Dallas Mavericks. Dennoch wurden die Playoffs verpasst.
Aktuell sind die Kings das Team in der NBA, das seit längstem auf eine Playoff-Teilnahme wartet (seit 2007).

### Saison 2022/23 – Rückkehr in die Playoffs nach 17 Jahren
Angeführt von Spielmacher De'Aaron Fox und dem im Jahr 2022 per Trade erworbenen Domantas Sabonis spielten die Kings eine starke Saison 2022/23 und qualifizierten sich seit 2006 zum ersten Mal wieder für die Playoffs. Dort treffen sie in Runde 1 auf die Golden State Warriors.

## Gesicherte Zukunft in Sacramento

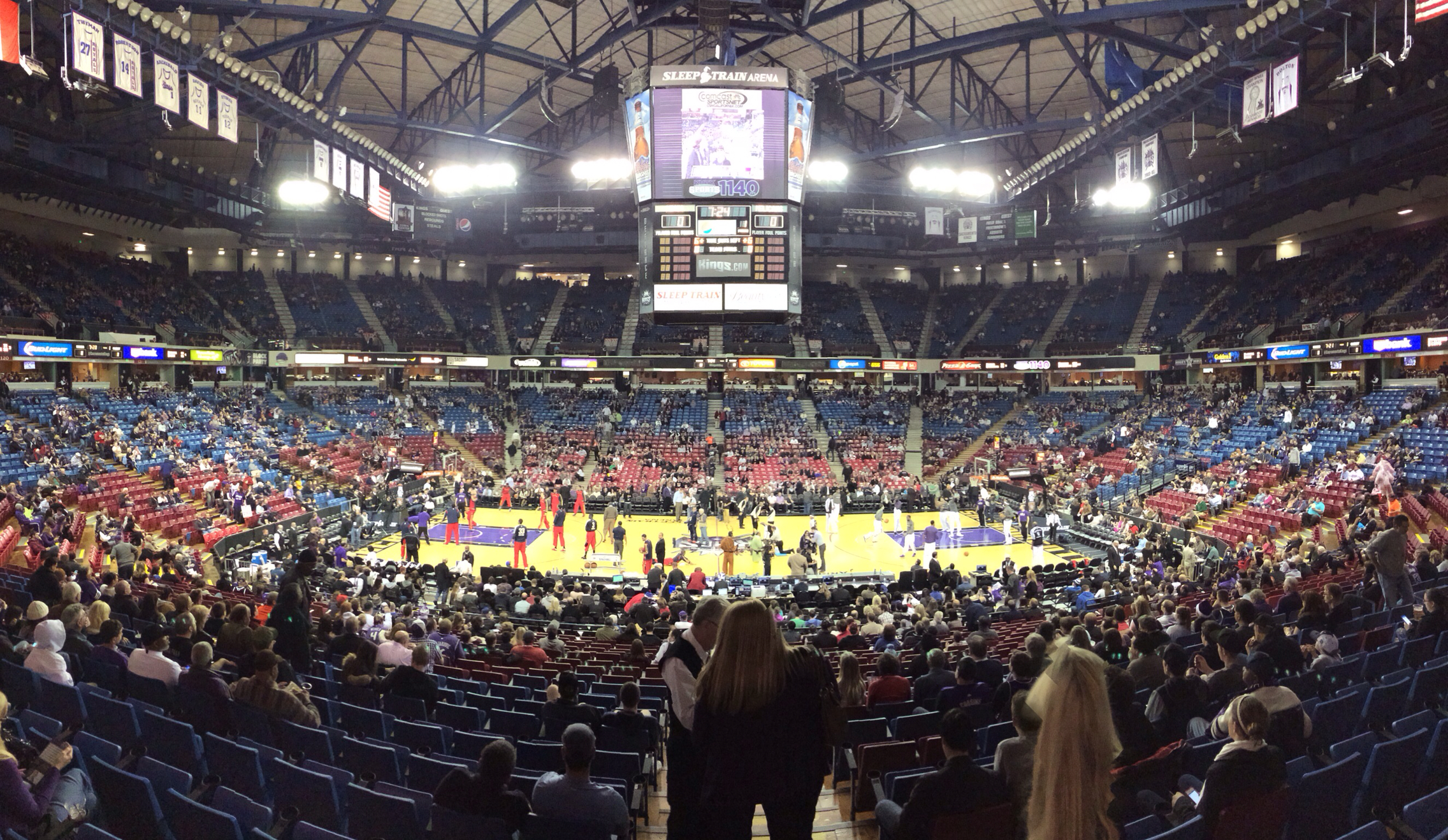
Innenansicht der Sleep Train Arena bei einem Heimspiel der Kings

Altes Logo von 1994 bis 2016

Seit vielen Jahren versuchten die Maloof-Brüder, in Sacramento eine neue Halle zu bauen oder Investoren zu finden, um den Power Balance Pavilion zu renovieren. Mit diesem Vorhaben scheiterten sie in den vergangenen Jahren regelmäßig, sowohl in der lokalen Politik, wie bei Anhörungen vor der Liga.
Da die veraltete Arena in Sacramento schon seit Jahren den Ansprüchen nicht mehr genügte, wurden Pläne für einen Umzug des Teams diskutiert. Der Power Balance Pavillon bietet mit seinen 17 317 Plätzen die kleinste Halle der Liga und ist für neue Sponsoren und Investoren alles andere als attraktiv. Im Laufe der Saison 2010/11 wurde bekannt, dass die Kings in Kontakt mit der Stadt Anaheim standen, um das Franchise dorthin umziehen zu lassen. Dort hätten die Kings im modernen Honda Center gespielt. Die Stadt Anaheim war zum damaligen Zeitpunkt sehr interessiert daran, ein NBA-Team in die Stadt zu locken. Von Seiten der Kings wurden schon erste Namen geprüft und bei einem Umzug hätte das Team als Anaheim Royals (in Anlehnung an die Anfänge des Franchises, das bereits von 1945 bis 1972 „Royals“ hieß) auflaufen sollen.
Der Umzug nach Anaheim scheiterte jedoch an verschiedenen Faktoren. Die Stadt Sacramento verweigert einerseits die Freigabe für einen Umzug aufgrund noch bestehender Verbindlichkeiten von Seiten des Franchises, ebenso hofften einige Vertreter der Stadt, dass sich noch eine Lösung findet, um das Team in Sacramento zu halten. Ebenso gab es von Seiten der Fans einige Aktionen und Aufrufe, um das Team in Sacramento zu belassen und durch eine neue Arena die Zukunft zu sichern. Selbst ehemalige Spieler, wie Chris Webber, warben für einen Verbleib der Kings.
Im Mai 2011 gaben die Kings bekannt, dass das Team die Saison 2011/12 in Sacramento spielen werde. Die Vereinsführung war gezwungen abzuwarten, ob die Pläne für eine neue Arena umgesetzt werden könnten. Sollte dies nicht der Fall sein, würden die Kings zur Saison 2012/13 nach Anaheim umziehen. Im Laufe der Spielzeit gab es mehr und mehr positive Signale und Anfang 2012 gaben die Besitzer der Kings bekannt, dass das Team in Sacramento bleiben und eine neue Arena entstehen werde.
Doch bereits einige Monate später wurde das Vorhaben wieder gekippt und die Pläne für eine neue Arena mussten eingefroren werden. Als Grund wurden fehlende Einigungen zwischen den Kings und der Stadt genannt. Schließlich gaben die Maloof-Brüder bekannt, dass sie ihre Anteile an den Kings verkaufen wollen, und somit ein Umzug des Teams wieder möglich wäre. Im Januar 2013 kam es zu einer vorläufigen Einigung mit einer Gruppe von Investoren aus Seattle, die bei einem erfolgreichen Verkauf die Kings als Seattle SuperSonics nach Seattle holen wollten. Um einen Umzug der Kings zu verhindern, wollten lokale Investoren aus Kalifornien versuchen, ein gleich hohes Angebot für das Franchise abzugeben. Eine endgültige Entscheidung über die Zukunft des Franchises wurde daraufhin ins Frühjahr 2013 vertagt.
April 2013 gab ein Komitee der NBA ein Votum ab, dass die Kings in Sacramento bleiben sollen und somit ein Verkauf der Kings an eine Investoren Gruppe aus Kalifornien bevorzugt werde. Es wurde damit gerechnet, dass die Vertreter der anderen Teams sich diesem Vorschlag anschließen und die Kings somit in Sacramento verbleiben werden. Knapp einen Monat später schlossen sich die Eigner der anderen Teams diesem Vorschlag an und lehnten einen Umzug der Kings nach Seattle ab. Damit verbleiben die Kings zunächst weiterhin in Sacramento. Von allen Seiten wurde jedoch betont, dass eine neue Arena gebraucht werde, um die Kings dauerhaft in Sacramento halten zu können. Im Mai 2013 einigten sich die bisherigen Besitzer der Maloof-Familie und die neuen Eigentümer um Vivek Ranadive auf einen Verkauf mit einem Volumen von 535 Millionen US-Dollar.
Einige Monate nach dem erfolgreichen Verkauf des Franchises stellten die Kings Pläne für eine neue Arena im Stadtbereich von Sacramento vor. Die Arena soll nach den Plänen der neuen Eigentümer bis zum Sommer 2016 fertiggestellt sein und bei Basketballspielen 18.500 Zuschauern Platz bieten. Die Baukosten sollen sich nach ersten Schätzungen auf 448 Millionen US-Dollar belaufen. Am 10. April 2016 fand das letzte Spiel der Kings in der Sleep Train Arena statt. In dieser Partie setzten sich die Kings mit 114:112 gegen die Oklahoma City Thunder durch. Zur Saison 2016/2017 bezogen die Kings anschließend das neue Golden 1 Center in Sacramento.

## Aktueller Kader
| Nr. | Nat.               | Name              | Position       | Geburt     | Größe  | Info | College            |
| --- | ------------------ | ----------------- | -------------- | ---------- | ------ | ---- | ------------------ |
| 0   | Vereinigte Staaten | Malik Monk        | Guard          | 04.02.1998 | 191 cm |      | Kentucky           |
| 3   | Vereinigte Staaten | Isaac Jones       | Forward        | 11.07.2000 | 206 cm |      | Washington State   |
| 7   | Vereinigte Staaten | Doug McDermott    | Forward        | 03.01.1992 | 198 cm |      | Creighton          |
| 8   | Vereinigte Staaten | Zach LaVine       | Guard          | 10.03.1995 | 196 cm |      | UCLA               |
| 9   | Vereinigte Staaten | Terence Davis     | Guard          | 27.08.1997 | 191 cm |      | Mississippi        |
| 10  | Vereinigte Staaten | DeMar DeRozan     | Guard/Forward  | 07.08.1989 | 198 cm |      | USC                |
| 11  | Litauen            | Domantas Sabonis  | Forward/Center | 03.05.1996 | 216 cm |      | Gonzaga            |
| 13  | Vereinigte Staaten | Keegan Murray     | Forward        | 19.08.2000 | 203 cm |      | Iowa               |
| 15  | Vereinigte Staaten | Mason Jones       | Guard          | 21.07.1998 | 193 cm | G    | Arkansas           |
| 17  | Vereinigte Staaten | Jonas Valančiūnas | Center         | 06.05.1992 | 211 cm |      | Litauen            |
| 20  | Vereinigte Staaten | Markelle Fultz    | Guard          | 29.05.1998 | 193 cm |      | Washington         |
| 22  | Vereinigte Staaten | Devin Carter      | Guard          | 18.03.2002 | 188 cm | R    | Providence College |
| 23  | Vereinigte Staaten | Keon Ellis        | Guard          | 08.01.2000 | 191 cm |      | Alabama            |
| 24  | Vereinigte Staaten | Isaiah Crawford   | Forward        | 01.11.2001 | 198 cm | R G  | Louisiana Tech     |
| 33  | Vereinigte Staaten | Jake LaRavia      | Forward        | 03.11.2001 | 201 cm |      | Wake Forest        |
| 41  | Kanada             | Trey Lyles        | Forward        | 05.11.1995 | 206 cm |      | Kentucky           |
| 99  | Vereinigte Staaten | Jae Crowder       | Forward        | 06.07.1990 | 198 cm |      | Marquette          |

| Nat.               | Name            | Position                     |
| ------------------ | --------------- | ---------------------------- |
| Vereinigte Staaten | Mike Brown      | Head Coach                   |
| Kanada             | Jay Triano      | Stellvertretender Head Coach |
| Brasilien          | Leandro Barbosa | Assistenzcoach               |
| Vereinigte Staaten | Doug Christie   | Assistenzcoach               |
| Vereinigte Staaten | Riccardo Fois   | Assistenzcoach               |
| Vereinigte Staaten | Luke Loucks     | Assistenzcoach               |
| Vereinigte Staaten | Jim Moran       | Assistenzcoach               |

| Abk. | Bedeutung                       |
| ---- | ------------------------------- |
| Nr.  | Trikotnummer                    |
| Nat. | Nationalität                    |
| C    | Mannschaftskapitän              |
| R    | Rookie                          |
| G    | Two-way contract                |
|      | Verletzungsbedingte Inaktivität |

## Ehrungen und nennenswerte Leistungen

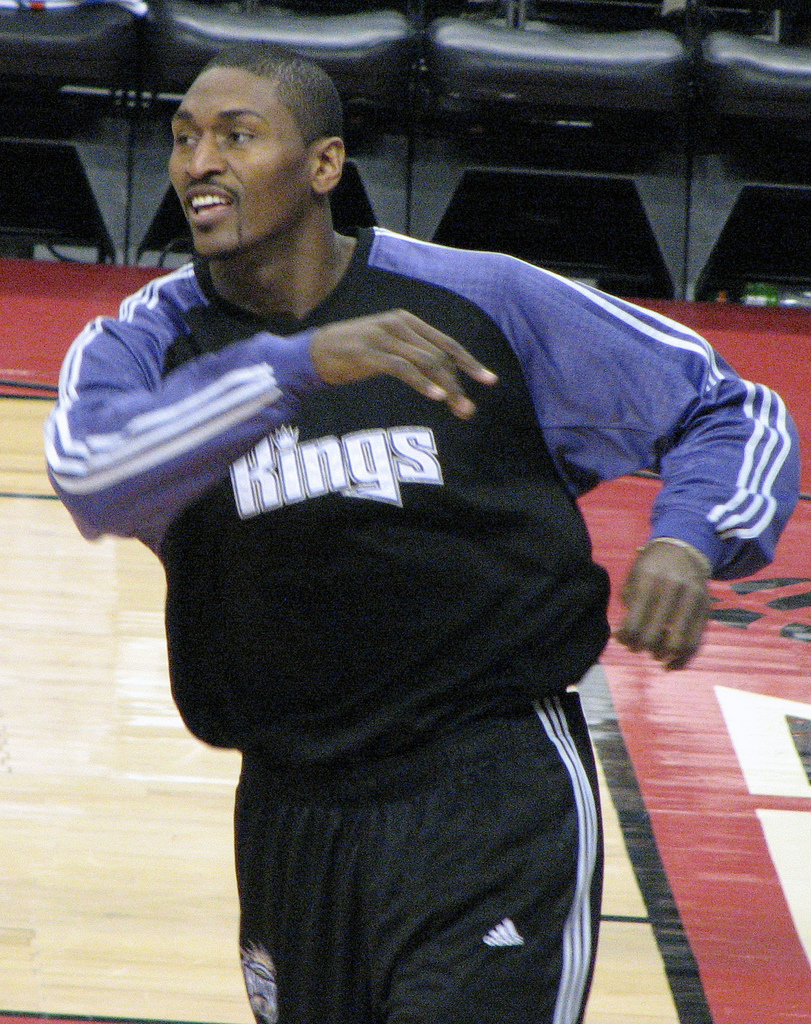
Ron Artest spielte zwei Jahre für die Sacramento Kings

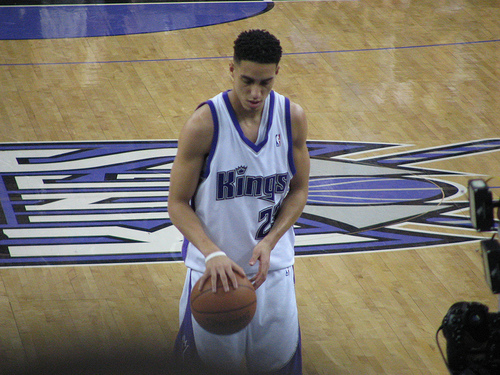
Shooting Guard Kevin Martin im Trikot der Kings

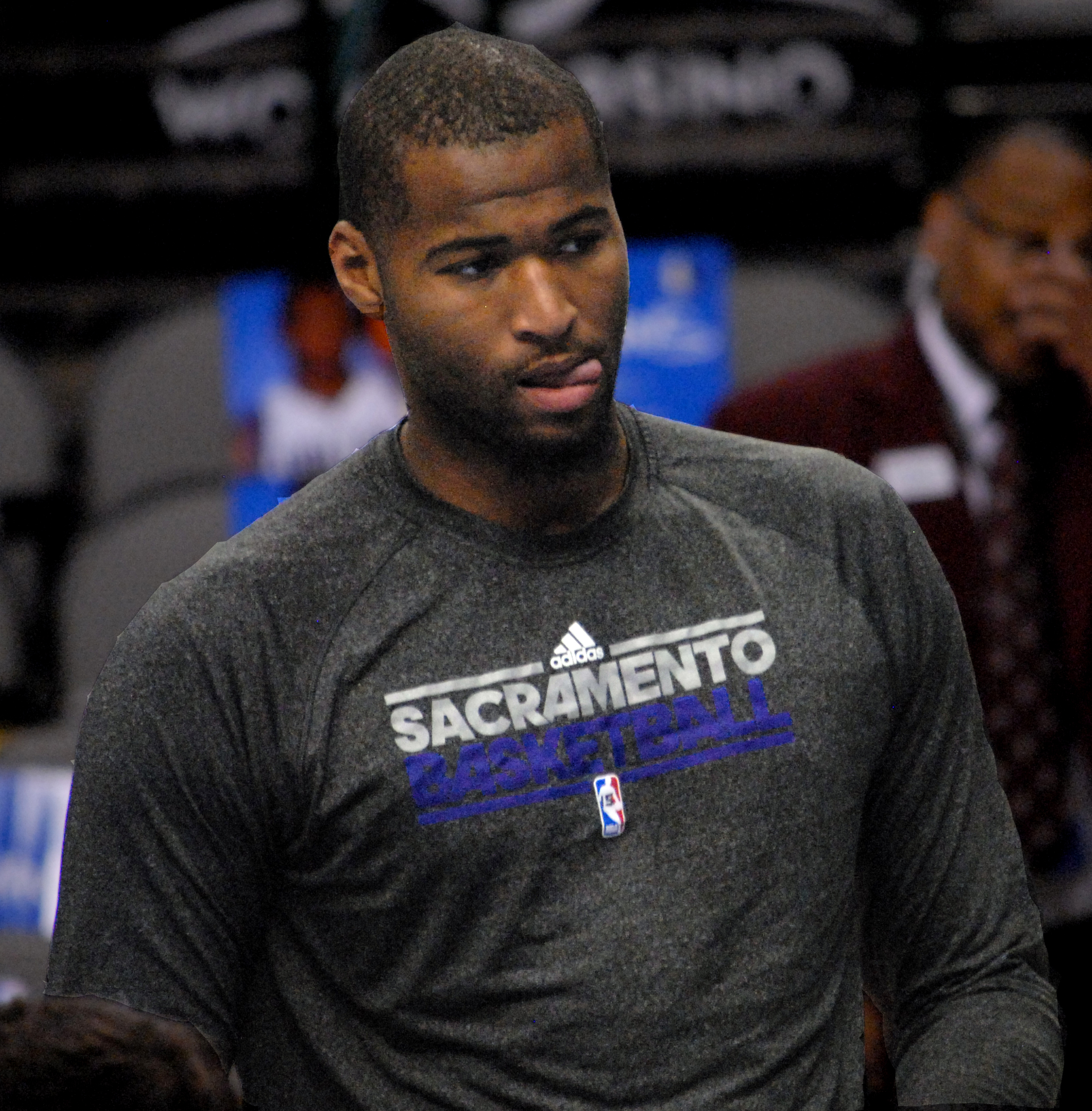
Center DeMarcus Cousins spielte von 2010 bis 2017 für die Kings

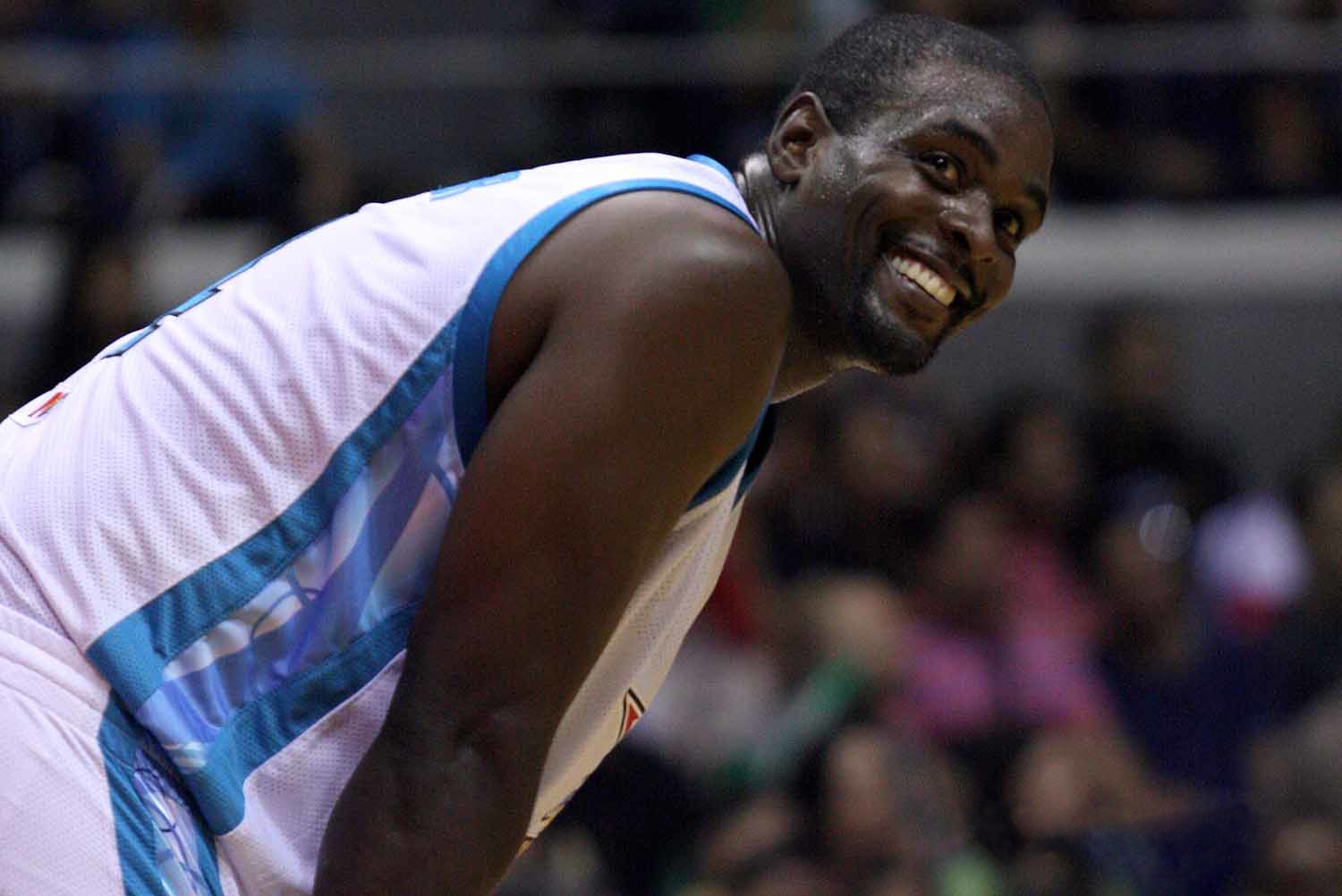
Chris Webber war von 1998 bis 2005 für die Kings aktiv

| Nr. | Nat.               | Name            | Position | Zeit      |
| --- | ------------------ | --------------- | -------- | --------- |
| 2   | Vereinigte Staaten | Mitch Richmond  | Guard    | 1991–1998 |
| 4   | Vereinigte Staaten | Chris Webber    | Forward  | 1998–2005 |
| 6   |                    | Fans            |          | 1985–     |
| 10  | Vereinigte Staaten | Nate Archibald  | Guard    | 1970–1976 |
| 11  | Vereinigte Staaten | Bob Davies      | Guard    | 1948–1955 |
| 12  | Vereinigte Staaten | Maurice Stokes  | Forward  | 1955–1958 |
| 14  | Vereinigte Staaten | Oscar Robertson | Guard    | 1960–1970 |
| 16  | Serbien            | Peja Stojaković | Forward  | 1998–2006 |
| 21  | Serbien            | Vlade Divac     | Center   | 1998–2004 |
| 27  | Vereinigte Staaten | Jack Twyman     | Forward  | 1955–1966 |
| 44  | Vereinigte Staaten | Sam Lacey       | Center   | 1970–1981 |

| Name             | aktueller Verein     |
| ---------------- | -------------------- |
| Mike Bibby       | Karriere beendet     |
| Otis Birdsong    | Karriere beendet     |
| Doug Christie    | Karriere beendet     |
| Wayne Embry      | Karriere beendet     |
| Brian Grant      | Karriere beendet     |
| Bobby Jackson    | Karriere beendet     |
| Jerry Lucas      | Karriere beendet     |
| Kevin Martin     | Karriere beendet     |
| Brad Miller      | Karriere beendet     |
| Lionel Simmons   | Karriere beendet     |
| Kenny Smith      | Karriere beendet     |
| Reggie Theus     | Karriere beendet     |
| Rudy Gay         | San Antonio Spurs    |
| Tyreke Evans     | vereinslos           |
| Isaiah Thomas    | vereinslos           |
| DeMarcus Cousins | Los Angeles Clippers |
| Vince Carter     | Karriere beendet     |
| Hedo Türkoğlu    | Karriere beendet     |
| Bobby Wanzer     | Karriere beendet     |
| Jason Williams   | Karriere beendet     |

## Statistiken
| Rochester Royals        |           |      |                                                                           |
| 1948/49                 | 45:15     | 75,0 | 0:2 in den Western Division-Finals gegen die Minneapolis Lakers           |
| 1949/50                 | 51:17     | 75,0 | 0:2 in den Central Division-Halbfinals gegen die Minneapolis Lakers       |
| 1950/51                 | 41:27     | 60,3 | NBA-Meister mit 4:3 gegen die New York Knicks                             |
| 1951/52                 | 41:25     | 62,1 | 1:3 in den Western Division-Halbfinals gegen die Minneapolis Lakers       |
| 1952/53                 | 44:26     | 62,9 | 1:2 in den Western Division-Halbfinals gegen die Fort Wayne Pistons       |
| 1953/54                 | 44:28     | 61,1 | 1:2 in den Western Division-Finals gegen die Minneapolis Lakers           |
| 1954/55                 | 29:43     | 40,3 | 1:2 in den Western Division-Halbfinals gegen die Minneapolis Lakers       |
| 1955/56                 | 31:41     | 43,1 | Nicht für die Play-offs qualifiziert                                      |
| 1956/57                 | 31:41     | 43,1 | Nicht für die Play-offs qualifiziert                                      |
| Cincinnati Royals       |           |      |                                                                           |
| 1957/58                 | 33:39     | 45,8 | 0:2 in den Western Division-Halbfinals gegen die Detroit Pistons          |
| 1958/59                 | 19:53     | 26,4 | Nicht für die Play-offs qualifiziert                                      |
| 1959/60                 | 19:56     | 25,3 | Nicht für die Play-offs qualifiziert                                      |
| 1960/61                 | 33:46     | 41,8 | Nicht für die Play-offs qualifiziert                                      |
| 1961/62                 | 43:37     | 53,8 | 1:3 in den Western Division-Halbfinals gegen die Detroit Pistons          |
| 1962/63                 | 42:38     | 52,5 | 3:4 in den Eastern Division-Finals gegen die Boston Celtics               |
| 1963/64                 | 55:25     | 68,8 | 1:4 in den Eastern Division-Finals gegen die Boston Celtics               |
| 1964/65                 | 48:32     | 60,0 | 3:4 in den Eastern Division-Halbfinals gegen die Philadelphia 76ers       |
| 1965/66                 | 45:35     | 56,3 | 2:3 in den Eastern Division-Halbfinals gegen die Boston Celtics           |
| 1966/67                 | 39:42     | 48,1 | 1:3 in den Eastern Division-Halbfinals gegen die Philadelphia 76ers       |
| 1967/68                 | 39:43     | 47,6 | Nicht für die Play-offs qualifiziert                                      |
| 1968/69                 | 41:41     | 50,0 | Nicht für die Play-offs qualifiziert                                      |
| 1969/70                 | 36:46     | 43,9 | Nicht für die Play-offs qualifiziert                                      |
| 1970/71                 | 33:49     | 40,2 | Nicht für die Play-offs qualifiziert                                      |
| 1971/72                 | 30:52     | 36,6 | Nicht für die Play-offs qualifiziert                                      |
| Kansas City-Omaha Kings |           |      |                                                                           |
| 1972/73                 | 36:46     | 43,9 | Nicht für die Play-offs qualifiziert                                      |
| 1973/74                 | 33:49     | 40,2 | Nicht für die Play-offs qualifiziert                                      |
| 1974/75                 | 44:38     | 53,7 | 2:4 in den Western Conference-Halbfinals gegen die Chicago Bulls          |
| Kansas City Kings       |           |      |                                                                           |
| 1975/76                 | 31:51     | 37,8 | Nicht für die Play-offs qualifiziert                                      |
| 1976/77                 | 40:42     | 48,8 | Nicht für die Play-offs qualifiziert                                      |
| 1977/78                 | 31:51     | 37,8 | Nicht für die Play-offs qualifiziert                                      |
| 1978/79                 | 48:34     | 58,5 | 1:4 in den Western Conference-Halbfinals gegen die Phoenix Suns           |
| 1979/80                 | 47:35     | 57,3 | 1:2 in der ersten Runde gegen die Phoenix Suns                            |
| 1980/81                 | 40:42     | 48,8 | 1:4 in den Western Conference-Finals gegen die Houston Rockets            |
| 1981/82                 | 30:52     | 36,6 | Nicht für die Play-offs qualifiziert                                      |
| 1982/83                 | 45:37     | 54,9 | Nicht für die Play-offs qualifiziert                                      |
| 1983/84                 | 38:44     | 46,3 | 0:3 in der ersten Runde gegen die Los Angeles Lakers                      |
| 1984/85                 | 31:51     | 37,8 | Nicht für die Play-offs qualifiziert                                      |
| Sacramento Kings        |           |      |                                                                           |
| 1985/86                 | 37:45     | 45,1 | 0:3 in der ersten Runde gegen die Houston Rockets                         |
| 1986/87                 | 29:53     | 35,4 | Nicht für die Play-offs qualifiziert                                      |
| 1987/88                 | 24:58     | 29,3 | Nicht für die Play-offs qualifiziert                                      |
| 1988/89                 | 27:55     | 32,9 | Nicht für die Play-offs qualifiziert                                      |
| 1989/90                 | 23:59     | 28,0 | Nicht für die Play-offs qualifiziert                                      |
| 1990/91                 | 25:57     | 30,5 | Nicht für die Play-offs qualifiziert                                      |
| 1991/92                 | 29:53     | 35,4 | Nicht für die Play-offs qualifiziert                                      |
| 1992/93                 | 25:57     | 30,5 | Nicht für die Play-offs qualifiziert                                      |
| 1993/94                 | 28:54     | 34,1 | Nicht für die Play-offs qualifiziert                                      |
| 1994/95                 | 39:43     | 47,6 | Nicht für die Play-offs qualifiziert                                      |
| 1995/96                 | 39:43     | 47,6 | 1:3 in der ersten Runde gegen die Seattle SuperSonics                     |
| 1996/97                 | 34:48     | 41,5 | Nicht für die Play-offs qualifiziert                                      |
| 1997/98                 | 27:55     | 32,9 | Nicht für die Play-offs qualifiziert                                      |
| 1998/99                 | 27:23     | 54,0 | 2:3 in der ersten Runde gegen den Utah Jazz                               |
| 1999/00                 | 44:38     | 53,7 | 2:3 in der ersten Runde gegen die Los Angeles Lakers                      |
| 2000/01                 | 55:27     | 67,1 | 0:4 in den Western Conference-Halbfinals gegen die Los Angeles Lakers     |
| 2001/02                 | 61:21     | 74,4 | 3:4 in den Western Conference-Finals gegen die Los Angeles Lakers         |
| 2002/03                 | 59:23     | 72,0 | 3:4 in den Western Conference-Halbfinals gegen die Dallas Mavericks       |
| 2003/04                 | 55:27     | 67,1 | 3:4 in den Western Conference-Halbfinals gegen die Minnesota Timberwolves |
| 2004/05                 | 50:32     | 61,0 | 1:4 in der ersten Runde gegen die Seattle SuperSonics                     |
| 2005/06                 | 44:38     | 53,7 | 2:4 in der ersten Runde gegen die San Antonio Spurs                       |
| 2006/07                 | 33:49     | 40,2 | Nicht für die Play-offs qualifiziert                                      |
| 2007/08                 | 38:44     | 46,3 | Nicht für die Play-offs qualifiziert                                      |
| 2008/09                 | 17:65     | 20,7 | Nicht für die Play-offs qualifiziert                                      |
| 2009/10                 | 25:57     | 30,5 | Nicht für die Play-offs qualifiziert                                      |
| 2010/11                 | 24:58     | 29,3 | Nicht für die Play-offs qualifiziert                                      |
| 2011/12                 | 22:44     | 33,3 | Nicht für die Play-offs qualifiziert                                      |
| 2012/13                 | 28:54     | 34,1 | Nicht für die Play-offs qualifiziert                                      |
| 2013/14                 | 28:54     | 34,1 | Nicht für die Play-offs qualifiziert                                      |
| 2014/15                 | 29:53     | 35,4 | Nicht für die Play-offs qualifiziert                                      |
| 2015/16                 | 33:49     | 40,2 | Nicht für die Play-offs qualifiziert                                      |
| 2016/17                 | 32:50     | 39,0 | Nicht für die Play-offs qualifiziert                                      |
| 2017/18                 | 27:55     | 32,9 | Nicht für die Play-offs qualifiziert                                      |
| 2018/19                 | 39:43     | 47,6 | Nicht für die Play-offs qualifiziert                                      |
| 2019/20                 | 31:41     | 43,1 | Nicht für die Play-offs qualifiziert                                      |
| 2020/21                 | 31:41     | 43,1 | Nicht für die Play-offs qualifiziert                                      |
| 2021/22                 | 30:52     | 36,6 | Nicht für die Play-offs qualifiziert                                      |
| 2022/23                 | 48:34     | 58,5 | 3:4 in der ersten Runde gegen die Golden State Warriors                   |
| 2023/24                 | 46:36     | 56,1 | Nicht für die Play-offs qualifiziert in den Play-ins                      |
| 2024/25                 | 40:42     | 48,8 | Nicht für die Play-offs qualifiziert in den Play-ins                      |
| Gesamt                  | 2788:3299 | 45,8 | 83:111 in den Play-offs (42,8 %) 1 NBA-Meisterschaft                      |